# Storie inedite del piccolo Nicolas
Storie inedite del piccolo Nicolas è una raccolta di 80 storie scritte da René Goscinny stampata nel 2010 dalla Donzelli Editore.
In questo libro vengono riportate alcune storie inedite del piccolo Nicolas e vengono divise in 10 parti.

## Elenco storie

### Prima parte
1. Si torna a scuola
2. Gli Invincibili
3. La mensa
4. Dolci ,cari ricordi
5. La casa di Geoffroy
6. La giustificazione
7. 1611-1673
8. Un bellissimo coniglietto

### Seconda parte
1. Il compleanno di Clotaire
2. È arrivata!
3. La lezione privata
4. La maestra nuova
5. Clotaire fa il trasloco
6. Si gioca ai prigionieri
7. Ciuffo
8. Noi non abbiamo fatto una brutta figura

### Terza parte
1. Il sorvegliante nuovo
2. Bum!
3. La quarantena
4. Il castello medievale
5. Il circo
6. La mela
7. Il binocolo
8. La punizione

### Quarta parte
1. Eugéne
2. Il luna park
3. Compiti a casa
4. Ciac ciac
5. Pranzo di famiglia
6. La torta di mele
7. Papà e mamma vanno fuori a cena
8. Faccio un mucchio di regali

### Quinta parte
1. I nuovi vicini
2. Una bella sorpresa
3. Tu-tuuu
4. Giochiamo a dama
5. La tromba
6. La mamma va a scuola
7. Il tema
8. Abbiamo domato il signor Courteplaque

### Sesta parte
1. Sono il più bravo della classe
2. Il croquet
3. Sylvestre
4. Metto tutto a posto
5. L'elefantino rosso
6. Atto di proibità
7. La medicina
8. Facciamo spese

### Settima parte
1. L'ufficio di papà
2. I nostri papà hanno fatto amicizia
3. Anselme e Odile Patmouille
4. Pronto!
5. Al cinema
6. Il compleanno di papà
7. La barzelletta
8. Papà ha un sacco di agonie

### Ottava parte
1. Si parte per le vacanze
2. Signori ,in carrozza
3. Il viaggio in Spagna
4. Parole crociate
5. La pista indiana
6. Le bellezze della natura
7. Solo!
8. Il viaggio di Geoffroy

### Nona parte
1. Fragola e cioccolato
2. Pompelmo
3. Siamo andati al ristorante
4. Sorpresa!
5. Lo zoo
6. Iso
7. Il premio
8. Papà si è un po' inquartato

### Decima parte
1. Come un grande
2. Quello che faremo dopo
3. Un vero ometto
4. Il dente
5. Sono solo fesserie!
6. I coganti
7. La parolaccia
8. Arriva Natale!

## Curiosità
- All'inizio del libro c'è una presentazione di Anne Gosciny e nel finale la biografia e bibliografia di René Goscinny e di Jean-Jacques Sempé.
- Le pagine sono 640 circa e l'indice e la presentazioni sono a numeri romani.
- Questo libro ha anche le cinque storie inedite che compaiono a Il Piccolo Nicolas e i suoi Genitori (libro).
- Molte di queste storie parlano del personaggio Marie-Edwige. In quelle edite, Marie-Edwige compare in solo due storie.

Storie con Marie-Edwige
1. È arrivata!
2. Giochiamo a dama
3. I nuovi vicini
4. Abbiamo domato il signor Corterplaque
5. Sono solo fesserie